# Juan Antonio Yanes
Juan Antonio Yanes (Caracas, Venezuela, 24 de junio de 1902-Ibídem, 8 de agosto de 1987), conocido como Yanecito, fue un mánager e impulsor del béisbol en Venezuela, uno de los fundadores de la Liga Venezolana de Béisbol Profesional (LVBP). Empresario beisbolista propietario de la franquicia de Patriotas de Venezuela antecesor del La Guaira B.B.C y co-impulsor del equipo Águilas de Zulia como equipo profesional.

## Biografía
Nacido en Caracas, Yanes fue apodado "Yanesito" (una abreviatura de su apellido). Durante más de tres décadas, fue uno de los principales promotores del béisbol venezolano tanto en el campo amateur como profesional. Un personaje colorido y empresario prominente, trabajó como asesor durante la creación de la primera liga venezolana asociada con el Béisbol Organizado, que se estableció en 1945.
Yanes también participó activamente en la fundación de la primera Escuela Profesional de Árbitros de Béisbol en 1938. Además, ayudó a desarrollar la Asociación Venezolana de Jugadores Profesionales de Béisbol y fue miembro de varias organizaciones multiculturales.
El béisbol organizado en Venezuela comenzó en 1927, cuando se creó la Liga Nacional de Béisbol, que incluía equipos de las ciudades de Caracas, La Guaira, Maracay y Valencia, que luego participaron en una Serie Nacional anual contra equipos de Barquisimeto y Maracaibo. El torneo de Primera División se celebró por primera vez en 1938 en lugar de la Serie Nacional. Para entonces, Yanes llegó a la liga con su equipo Patriotas de Venezuela, que ganó el primer Campeonato en el renovado circuito. Los Patriotas ganaron el título nuevamente en 1941.

### Liga de Béisbol Profesional Venezolana
En 1945, Yanes convenció a algunos dueños de equipos de Primera División sobre la necesidad de incorporar a Venezuela en el Béisbol Organizado. En 1945 se constituye la Liga Venezolana de Béisbol Profesional (LVBP) por Juan Antonio Yánez, Carlos Lavaud, Luis Pimentel y Juan Reggetti los dueños de los equipos Cervecería Caracas, Magallanes, Sabios del Vargas y Patriotas de
Venezuela, posterior a esto se registró formalmente como una institución en el año 1946.
El acuerdo se completó en diciembre de ese año con la creación de la Liga de Béisbol Profesional Venezolana, Yanez fue elegido como el principal administrador de la Liga . La liga fue formalmente registrada como institución a principios de enero de 1946, y en el mismo mes organizó su primer torneo con la participación de los equipos Cervecería Caracas, Navegantes del Magallanes, Sabios de Vargas y Yanes 'Patriotas de Venezuela. El primer juego de la Liga Profesional se realizó en el desaparecido estadio Cerveza Caracas de San Agustín, Caracas, entre las novenas del Magallanes conducido por Manuel "Chivo" Capote y el equipo Venezuela dirigido por Juan Antonio Yanes el 27 de diciembre de 1945, en ese encuentro participaron grandes leyendas del béisbol venezolano como el lanzador Alejandro “Patón” Carrasquel, el jardinero Jesús “Chucho” Ramos, el zuliano Luis Aparicio "El Grande", Vidal López y el receptor estadounidense Quincy Trouppe.

### Fundador del equipo Venezuela antecesor de la Guaira B.BC.
Yanez fue el fundador y ´propietario del equipo Patriotas de Venezuela, fue un club de béisbol profesional venezolano que participó desde la fundación de la Liga Venezolana de Béisbol Profesional en 1945 junto a Cervecería Caracas, Navegantes del Magallanes y Sabios del Vargas.
Aunque moderadamente exitoso con sus negocios, no ganaba nada cerca del capital suficiente para cubrir los costos de su equipo de béisbol durante muchos años, mucho menos para acumular una riqueza sustancial, y se vio obligado a renunciar en 1955. ante un inminente proceso de bancarrota, el equipo pasó a manos del empresario Alejandro Hernández con el nombre de Licoreros de Pampero como franquicia sustituta en 1955. Yanes no dejó de cooperar y de hecho, facilitó la entrada del equipo Pampero a la LVBP quien luego se convertirá con su nuevo dueño y exitoso mánager José Antonio Casanova, en los Tiburones de La Guaira.

### Aportes en el Club de béisbol Águilas del Zulia
Igualmente "Yanecito" junto al empresario Luis Rodolfo Machado Bohórquez, impulsó la entrada del club Águilas del Zulia a la Liga de Béisbol Profesional de Venezuela en 1969, para darle al estado Zulia la franquicia de béisbol más exitosa desde la década de 1950, al ganar cinco campeonatos de la Liga y dos títulos de la Serie del Caribe que abarca 1984-2000.
Yanes vivió toda su vida en Caracas en la Parroquia San Bernardino. Después de jubilarse, disfrutó de pasar tiempo en casa con su familia y, finalmente, ir al estadio de la ciudad, donde compartió recuerdos e innumerables anécdotas con amigos cercanos, locutores, periodistas y personas de béisbol. Murió en 1987 a la edad de 85 años.

## Reconocimiento
Dieciséis años después de su muerte, Yanes fue incluido en el Salón de la Fama y Museo del Béisbol Venezolano en su clase inaugural de 2003.
En la Parroquia Caricuao en Caracas el campo deportivo de Béisbol tienen el nombre de Juan Antonio Yanez "Yanecito".